# Vollstreckungsgericht
Das Vollstreckungsgericht nimmt die den Gerichten zugewiesene Anordnung von Vollstreckungshandlungen und die Mitwirkung bei solchen wahr.

## Zuständigkeit

### Sachliche Zuständigkeit
Die Aufgaben des Vollstreckungsgerichts gehören in der Regel zur Zuständigkeit der Amtsgerichte (§ 764 Abs. 1 Zivilprozessordnung (ZPO)). Bei der Vollziehung des Arrests ist das Arrestgericht (Amtsgericht oder Landgericht) Vollstreckungsgericht (§ 930 Abs. 1 Satz 3 ZPO).

### Örtliche Zuständigkeit
Sofern nicht das Gesetz ein anderes Amtsgericht bezeichnet, ist als Vollstreckungsgericht das Amtsgericht anzusehen, in dessen Bezirk das Vollstreckungsverfahren stattfinden soll oder stattgefunden hat. Die Verwaltung von Vermögensverzeichnissen erfolgt durch ein Zentrales Vollstreckungsgericht (§ 802k ZPO).
Für die Zwangsversteigerung und die Zwangsverwaltung eines Grundstücks ist das Amtsgericht zuständig, in dessen Bezirk das Grundstück belegen ist. Diese Verfahren können durch Rechtsverordnung auch einem Amtsgericht für die Bezirke mehrerer Amtsgerichte zugewiesen werden.
Für die Zwangsversteigerung von Luftfahrzeugen ist nach § 171b ZVG das Amtsgericht Braunschweig zuständig, da das Luftfahrt-Bundesamt in Braunschweig seinen Sitz hat.

### Funktionelle Zuständigkeit
Die Geschäfte des Vollstreckungsgerichts sind dem Rechtspfleger übertragen (§ 3, § 20 RPflG). Dem Richter vorbehalten bleiben jedoch die Entscheidung über Erinnerungen gegen die Art und Weise der Zwangsvollstreckung sowie die Anordnung einer Haft oder die Durchsuchung einer Wohnung.

## Entscheidung
Das Vollstreckungsgericht entscheidet durch Beschluss.
Die Entscheidung ist mit dem Rechtsmittel der Beschwerde anfechtbar.